# Кадрецате
Кадрецате (итал. Cadrezzate) је насеље у Италији у округу Варезе, региону Ломбардија.
Према процени из 2011. у насељу је живело 1636 становника. Насеље се налази на надморској висини од 279 м.

## Становништво
| 1936. | 1951. | 1961. | 1971. | 1981. | 1991. | 2001. | 2011. |
| ----- | ----- | ----- | ----- | ----- | ----- | ----- | ----- |
| 813   | 883   | 1.052 | 1.374 | 1.518 | 1.511 | 1.577 | 1.818 |